# Diabeł (rodzaj ssaków)
Diabeł (Sarcophilus) – rodzaj ssaków z podrodziny niełazów (Dasyurinae) w obrębie rodziny niełazowatych (Dasyuridae).

## Zasięg występowania
Rodzaj obejmuje jeden współcześnie żyjący gatunek występujący na Tasmanii.

## Morfologia
Długość ciała samic 57 cm, długość ogona samic 24,4 cm, długość ciała samców 65,2 cm, długość ogona samców 25,8 cm; masa ciała  samic 5–9 kg, samców 8–14 kg (dotyczy gatunku występującego współcześnie).

## Systematyka

### Etymologia
- Sarcophilus (Sacrophilus): gr. σαρξ sarx, σαρκος sarkos „mięso”; φιλος philos „miłośnik”[10].
- Diabolus: gr. διάβολος diábolos „diabeł”[11]. Nowa nazwa dla Sarcophilus.
- Ursinus: łac. ursinus „przypominający niedźwiedzia”, od łac. ursus „niedźwiedź”[12]. Gatunek typowy: Ursinus harrisii Boitard, 1841.

### Podział systematyczny
Do rodzaju należy jeden współcześnie występujący gatunek:
- Sarcophilus harrisii (Boitard, 1841) – diabeł tasmański

Opisano również gatunki wymarłe:
- Sarcophilus laniarius R. Owen, 1838[14] (Australia; plejstocen).
- Sarcophilus moornaensis Crabb, 1982[15] (Australia; pliocen).